# Sarah E. Goode
Sarah Elisabeth Goode (1850 - 8 april 1905) var en amerikansk uppfinnare. Hon var den andra kända afroamerikanska kvinnan som fick MOST, ett amerikanskt patent, som hon fick 1885. Den första kända afroamerikanska kvinnan som fick patent var Judy W. Reed den 23 september 1884, men Reed undertecknade bara sitt patent med ett X, och inte hennes signatur.

## Biografi

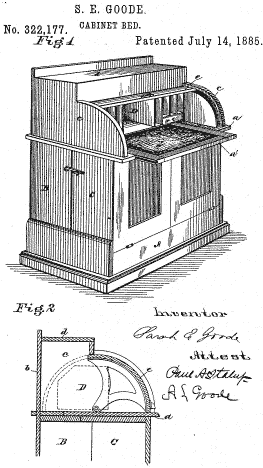
Patent utfärdat till Sarah E. Goode för "hopfällbart sängskåp"

Goode föddes som Sarah Elisabeth Jacobs 1855 i Toledo, Ohio, samma år som Fugitive Slave Act antogs. Sarah Goode var det andra av sju barn till Oliver och Harriet Jacobs, båda beskrivna i offentliga register som mulatter. Oliver Jacobs, som ursprungligen var från Indiana, arbetade som snickare.
Sarah E. Goode föddes in i slaveri, och när det amerikanska inbördeskriget slutade beviljades hon sin frihet. Familjen flyttade sedan till Chicago, Illinois där hon träffade och gifte sig med Archibald "Archie" Goode, som ursprungligen var från Wise County, Virginia ; de skulle tillsammans få sex barn, varav tre skulle leva till vuxen ålder. Archie beskrev sig själv i register som en "trappbyggare" och som en stoppare; och hon öppnade senare en möbelaffär.
Goode uppfann ett hopfällbart sängskåp, som hjälpte människor som bodde i trånga bostäder att utnyttja sitt utrymme effektivt. Vid tidpunkten för hennes uppfinning expanderade bostäderna i New York City uppåt, men blev begränsade 1885 när New York City antog en lag som begränsade byggnader till under 80 fot för att bekämpa kommersiella byggnader som blev för höga. Hyreshus var vanligtvis 25-100 fot stora. I dessa miljöer var varje kvadratfot viktigt och att spara utrymme var nödvändigt. Goode hörde talas om detta problem från kunderna i hennes möbelaffär i Chicago och började att utveckla en lösning. Goodes säng kunde fällas upp och det såg ut som ett skrivbord med plats för förvaring. Hon fick ett patent för det den 14 juli 1885 och fick patentnummer 322,177. Hennes uppfinning var föregångaren till Murphy-sängen, som patenterades 1900. Hennes mål var att balansera vikten på vikningen av sängen så att den lätt kunde lyftas upp, vikas och vikas ut och för att säkra sängen på vardera sidan så att sängen fälls på plats. Hon gav ytterligare stöd till sängens mitt när den fälls ut. 
Goode avled den 8 april 1905.